# Félix-Victor Goethals
Pour les articles homonymes, voir Goethals.
Ne doit pas être confondu avec Félix Goethals.
Félix-Victor Goethals, né à Gand le 4 juin 1799 et mort à Bruxelles le 10 mai 1872, est un historien, généalogiste, bibliothécaire et érudit de nationalité belge.

## Biographie

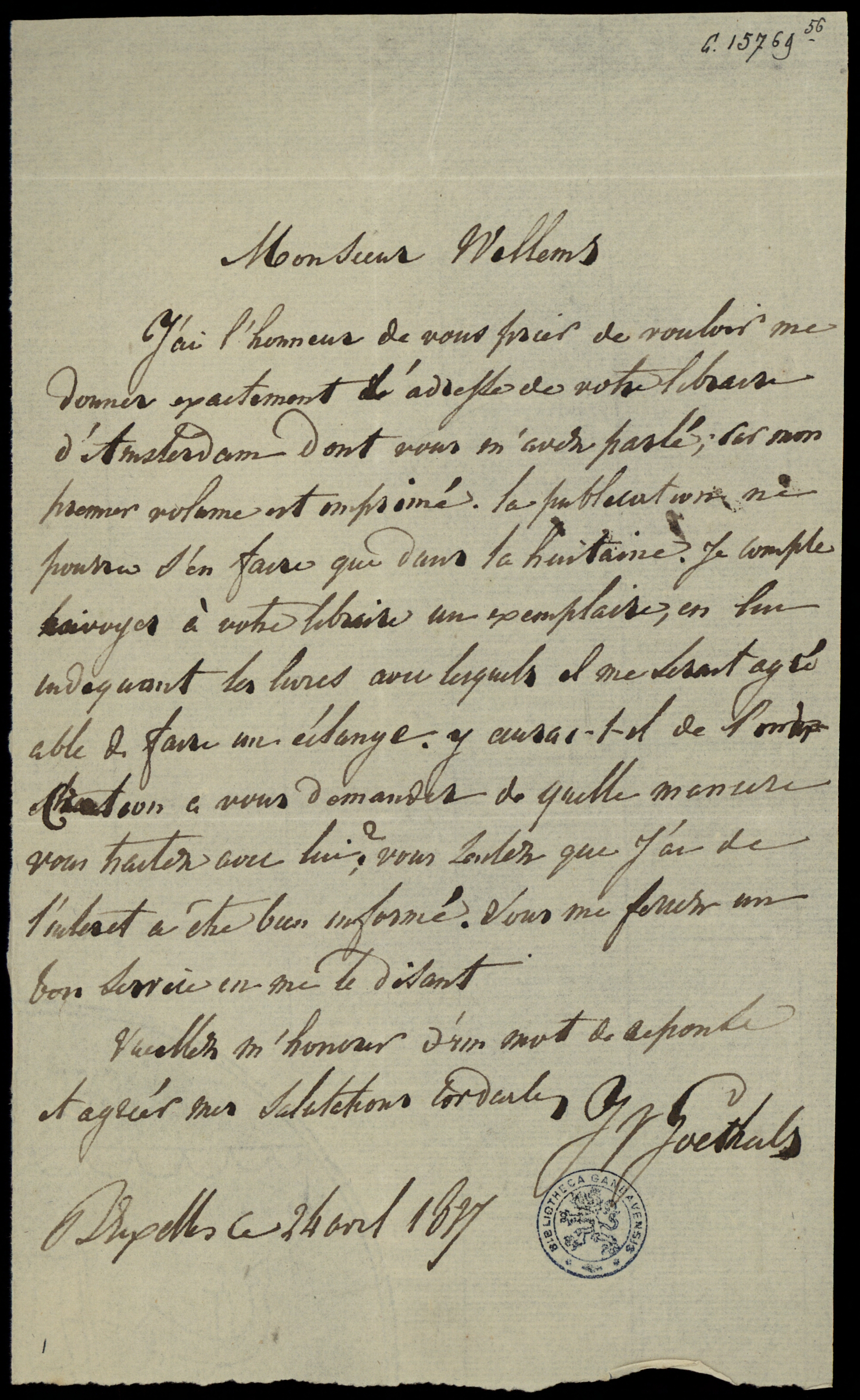
Lettre de Goethals à Jan Frans Willems (1837)

Félix-Victor Goethals est issu d'une vieille famille gantoise qui reçut reconnaissance de noblesse en 1822. Il est le fils de Josse Goethals (1769-1838) et de Thérèse van den Cruyce (1765-1840). Il épousa en 1856 Hortense van Dormael (Wavre 1813 - Bruxelles 1886), union qui demeura sans descendants.
Il étudia le droit à l'Université de Gand et dès 1818 il montra de l'intérêt pour les sciences historiques et se mit à rassembler des éléments biographiques concernant diverses personnalités du passé.  Il devint membre d'un grand nombre de sociétés savantes.
Après ses études on le retrouve comme stagiaire auprès du tribunal de Bruxelles. En 1827 il changea d'orientation et suivant sa passion pour l'histoire il devint conservateur de la bibliothèque communale de Bruxelles, héritière de l'ancienne bibliothèque de l'École centrale de Bruxelles héritière elle-même de celle de l'ancienne Université de Louvain, dont il devint en 1832 le conservateur.

## Le bibliothécaire
En 1842 la ville de Bruxelles vendit cette riche bibliothèque à l’État qui avait fondé en 1837 la Bibliothèque royale de Belgique et Goethals devint attaché spécial auprès de celle-ci.
Il fut chargé de compléter le Fonds des manuscrits Van Hulthem avec des acquisitions venant de la bibliothèque de la ville de Bruxelles. Mais à la suite de dissentiments de la part du conservateur Frédéric de Reiffenberg il remit sa démission et fut mis à la retraite. Ce fut l’occasion pour Goethals de consacrer tout son temps à ses publications traitant principalement d’héraldique et de généalogie.

## Ses publications
C'est à partir de 1837 que paraît le premier volume de ses monographies concernant de grandes figures historiques. Deux autres volumes de la même série paraîtront encore l’année suivante et un troisième en 1840.
De 1849 à 1852 parut son dictionnaire généalogique en quatre volumes concernant les familles nobles. Entre 1857 et 1869 parurent encore toute une série de travaux sur la généalogie de familles nobles.

## Ses écrits
- Lectures relatives à l'histoire des sciences, des arts, des lettres, des mœurs et de la politique en Belgique et dans les pays limitrophes (Bruxelles 1837-38, 4 tomes);
- Histoire des lettres, des sciences et des arts en Belgique et dans les pays limitrophes (Bruxelles. 1840-44, 3 tomes);
- Notice historique sur la vie et les travaux de Simon Stevin (Bruxelles, 1842);
- Dictionnaire généalogique et héraldique des familles nobles du royaume de Belgique (Bruxelles 1849-52, 4 tomes);
- Miroir des notabilités nobiliaires de la Belgique, des Pays-Bas et du Nord de la France (Bruxelles 1857-61, 2 volumes);
- Mélanges généalogiques, (Bruxelles, 1866);
- Indicateur nobilaire de Belgique, de France, de Hollande, d'Allemagne (Bruxelles, 1869);
- Archéologie des familles de Belgique, 1851-1887 (1re et 2e livraisons, 1864-1867).  Ce livre contient de nombreuses planches lithographiées par la Maison Herman.